# مارک کرکلند

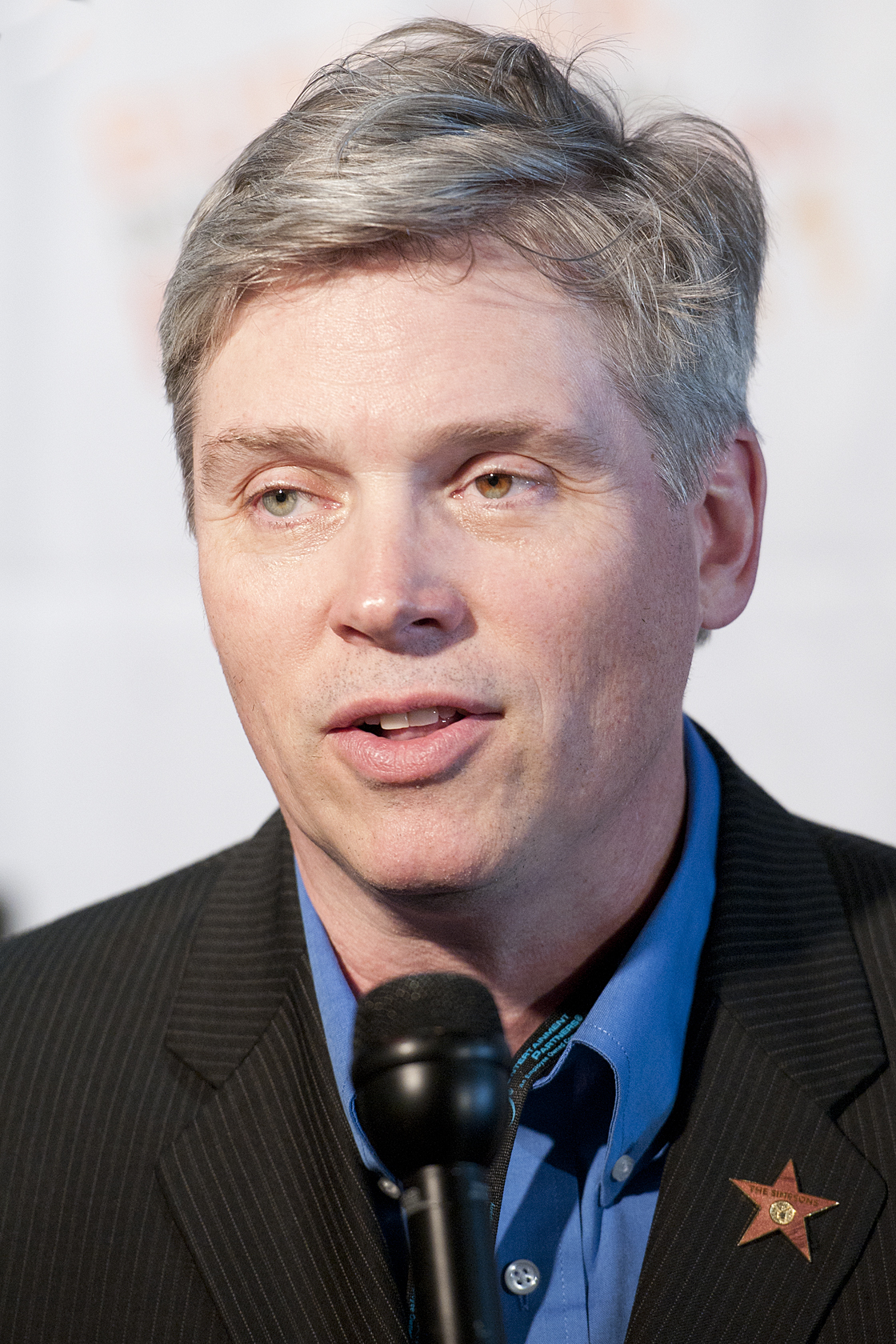
مارک کرکلند - ۲۰۱۱

مارک کرکلند (انگلیسی: Mark Kirkland؛ زادهٔ ) عکاس اهل ایالات متحده آمریکا است.